# フリードリヒ・カジミール (プファルツ＝ツヴァイブリュッケン＝ランツベルク公)
フリードリヒ・カジミール（ドイツ語：Friedrich Kasimir, 1585年6月10日 - 1645年9月30日）は、プファルツ＝ランツベルク公（在位：1604年 - 1645年）。

## 生涯
フリードリヒ・カジミールは1585年に、プファルツ＝ツヴァイブリュッケン公ヨハン1世とマグダレーネ・フォン・ユーリヒ＝クレーフェ＝ベルクの次男としてツヴァイブリュッケンで生まれた。1604年に父親が亡くなった後、フリードリヒ・カジミールとその兄弟は父の遺領を分割し、フリードリヒ・カジミールはランツベルク周辺の領土を獲得した。
1611年、フリードリヒ・カジミールおよび弟ヨハン・カジミールに対する領地の分割が最終的に行われ、それぞれにランツベルクとノイカステルがアパナージュとして与えられ、プファルツ＝ツヴァイブリュッケンの大部分は長兄ヨハン2世に留保された。フリードリヒ・カジミールは1645年にモンフォール（en）で死去し、ツヴァイブリュッケン家の菩提寺であるツヴァイブリュッケンのアレクサンダー教会の地下霊廟に埋葬された。この教会は、1493年に先祖であるプファルツ＝ツヴァイブリュッケン公アレクサンダーによって建てられた。

## 家族
1616年7月4日にオラニエ公ウィレム1世の娘エミリア・アントウェルピアナ・ファン・ナッサウ（1581年 - 1657年）と結婚し、以下の3子をもうけた。
- フリードリヒ（1617年） - 生後1日で死去
- フリードリヒ・ルートヴィヒ（1619年 - 1681年）[1] - プファルツ＝ランツベルク公、のちプファルツ＝ツヴァイブリュッケン公
- カール・ハインリヒ（1622年 - 1623年） - 早世